# Porella acutirostris
Porella acutirostris är en mossdjursart som beskrevs av Smitt 1868. Porella acutirostris ingår i släktet Porella och familjen Bryocryptellidae. Inga underarter finns listade i Catalogue of Life.